# Enric Catà
Pour les articles homonymes, voir Cata.
Enric Catà, né en 1878 à Sant Feliu de Llobregat et mort à Barcelone en 1937, est un architecte espagnol.
Il est célèbre pour avoir été l'architecte du Palais national de Catalogne pendant l'exposition internationale de 1929 à Montjuïc, aujourd'hui Musée national d'art de Catalogne.

## Biographie
Il est le fils de Salvador Catà i Rossell, originaire d'Arenys de Munt, et de Francisca Catà i Faura, de Sant Feliu de Llobregat.
Pendant l'année scolaire 1894-1895, il poursuit ses études à Barcelone à l'École supérieure d'architecture.
Il obtient en 1903 le diplôme d'architecte.
Il consacre plus de vingt ans à l'École supérieure d'architecture de Barcelone, d'abord comme professeur auxiliaire, puis après comme professeur titulaire.

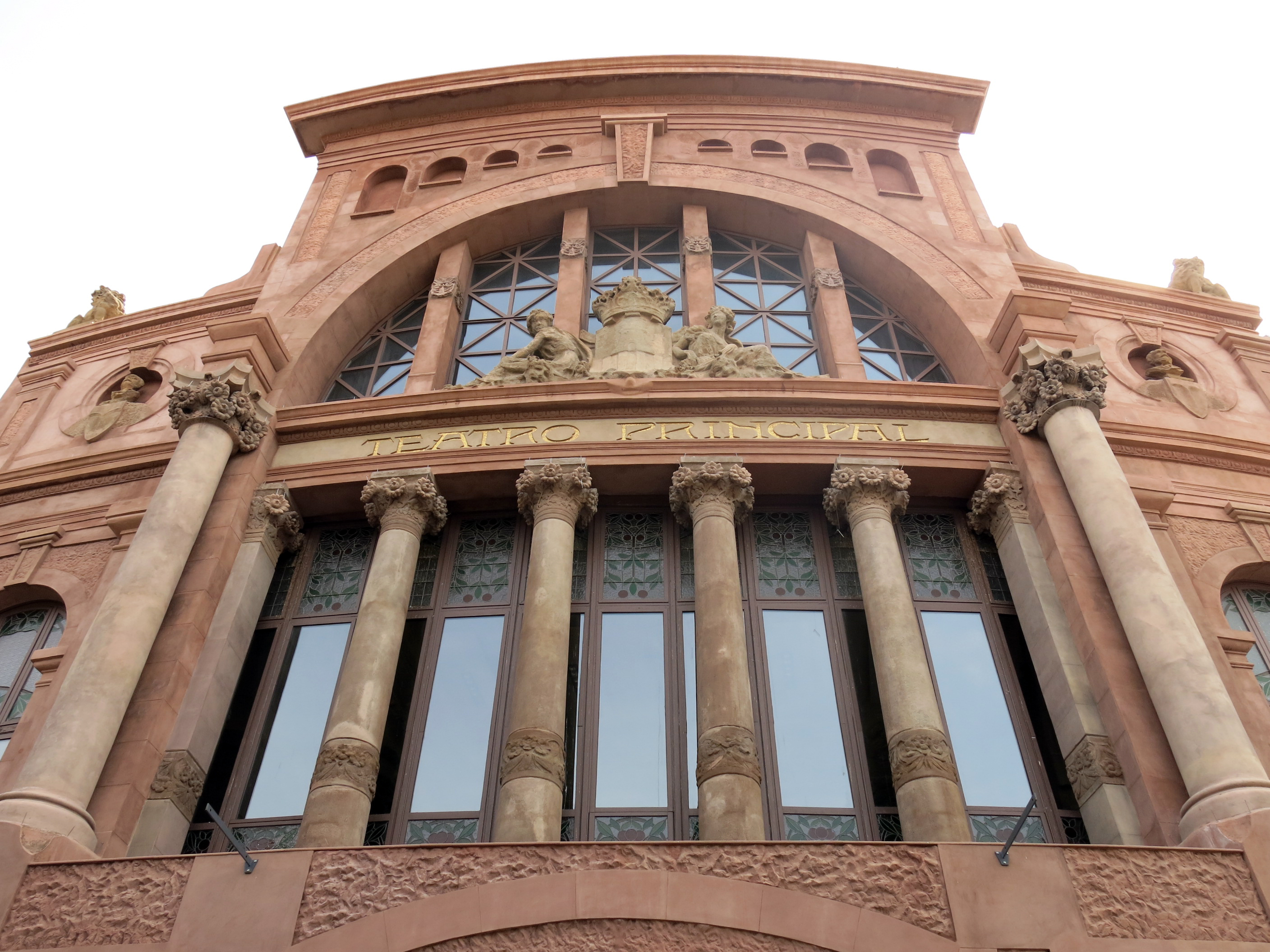
Le Teatre Principal de Terrassa, œuvre de 1911 d'Enric Catà.

Il est connu pour être l'architecte du Palais National de Montjuic, construit pour l'exposition internationale de 1929 à Montjuïc, avec son collègue Pere Domènech i Roura.
Enric Catà meurt pendant la guerre d'Espagne à Barcelone en janvier 1937.